# Vin Santo Montepulciano
Il Vin Santo Montepulciano è un vino DOC la cui produzione è consentita nella provincia di Siena.
È un vino dolce da dessert, per la produzione del quale vengono utilizzati vitigni Malvasia bianca, Trebbiano e Grechetto bianco, in diverse proporzioni a seconda del prodotto finale. È consentito l'utilizzo, in una concorrenza massima di 1/3, di altre uve complementari.
Si tratta di un vino dal colore giallo ambrato particolarmente intenso, dotato di un penetrante odore tradizionale, che al palato si presenta morbido e ben bilanciato. La gradazione alcolica può oscillare, secondo la varietà del prodotto, tra 15° e 17,5°.
L'invecchiamento, la cui durata è soggetta a variazioni legate alla determinata qualità del prodotto che si intende ottenere, avviene in locali spacificatamente destinati, nei quali il vino deve riposare obbligatoriamente in botti di legno.

## Caratteristiche organolettiche
- colore: dal giallo dorato all'ambrato intenso
- odore: profumo intenso etereo caratteristico di frutta matura
- sapore: ampio, vellutato, con intensa rotondità

## Produzione
Provincia, stagione, volume in ettolitri
- Siena (1996/97) 52,15